# Gouania leptostachya
Gouania leptostachya är en brakvedsväxtart som beskrevs av Dc.. Gouania leptostachya ingår i släktet Gouania och familjen brakvedsväxter.

## Underarter
Arten delas in i följande underarter:
- G. l. macrocarpa
- G. l. nainitalensis
- G. l. tonkiensis